# A klór izotópjai
A klór (Cl) izotópjai a 28–51 tömegszám-tartományban ismertek. Két stabil izotópja létezik, a 35Cl (75,77%) és a 37Cl (24,23%), így a standard atomtömege 35,453(2) u.

## Klór-36 (36Cl)
A radioaktív 36Cl nyomnyi mennyiségben megtalálható a környezetben, a stabil izotópokhoz képest részaránya 7·10−13. A légkörben 36Ar-nak a kozmikus sugárzás protonjai által okozott spallációja során keletkezik. A felszín alatt a 35Cl neutronbefogása vagy a 40Ca müonbefogása hoz létre 36Cl-ot. A 36Cl 308 000 év felezési idővel 36S-ra vagy 36Ar-ra bomlik. E hidrofil, nem reaktív izotóp alkalmassá teszi geológiai kormeghatározásra 60 ezer–1 millió év időtartományon belül.
Nagy mennyiségű 36Cl keletkezett 1952 és 1958 között a kísérleti légköri atomrobbantások során a tengervíz besugárzása következtében. A 36Cl tartózkodási ideje a légkörben körülbelül 1 hét. A 36Cl így felhasználható az 50 évnél nem régebbi talaj- és rétegvizek kormeghatározásában. A 36Cl-nak további geológiai alkalmazásai is ismertek.

## Táblázat
| Az izotóp jele | Z(p)                | N(n)                | Az izotóp tömege (u) | felezési idő      | magspin     | jellemző izotóp- összetétel (móltört) | természetes ingadozás (móltört) |
| Az izotóp jele | gerjesztési energia | gerjesztési energia | gerjesztési energia  | felezési idő      | magspin     | jellemző izotóp- összetétel (móltört) | természetes ingadozás (móltört) |
| -------------- | ------------------- | ------------------- | -------------------- | ----------------- | ----------- | ------------------------------------- | ------------------------------- |
| 28Cl           | 17                  | 11                  | 28,02851(54)#        |                   | (1+)#       |                                       |                                 |
| 29Cl           | 17                  | 12                  | 29,01411(21)#        | <20 ns            | (3/2+)#     |                                       |                                 |
| 30Cl           | 17                  | 13                  | 30,00477(21)#        | <30 ns            | (3+)#       |                                       |                                 |
| 31Cl           | 17                  | 14                  | 30,99241(5)          | 150(25) ms        | 3/2+        |                                       |                                 |
| 32Cl           | 17                  | 15                  | 31,985690(7)         | 298(1) ms         | 1+          |                                       |                                 |
| 33Cl           | 17                  | 16                  | 32,9774519(5)        | 2,511(3) s        | 3/2+        |                                       |                                 |
| 34Cl           | 17                  | 17                  | 33,97376282(19)      | 1,5264(14) s      | 0+          |                                       |                                 |
| 34mCl          | 146,36(3) keV       | 146,36(3) keV       | 146,36(3) keV        | 32,00(4) perc     | 3+          |                                       |                                 |
| 35Cl           | 17                  | 18                  | 34,96885268(4)       | STABIL            | 3/2+        | 0,7576(10)                            | 0,75644–0,75923                 |
| 36Cl           | 17                  | 19                  | 35,96830698(8)       | 3,01(2)·105 év    | 2+          |                                       |                                 |
| 37Cl           | 17                  | 20                  | 36,96590259(5)       | STABIL            | 3/2+        | 0,2424(10)                            | 0,24077–0,24356                 |
| 38Cl           | 17                  | 21                  | 37,96801043(10)      | 37,24(5) perc     | 2‒          |                                       |                                 |
| 38mCl          | 671,361(8) keV      | 671,361(8) keV      | 671,361(8) keV       | 715(3) ms         | 5‒          |                                       |                                 |
| 39Cl           | 17                  | 22                  | 38,9680082(19)       | 55,6(2) perc      | 3/2+        |                                       |                                 |
| 40Cl           | 17                  | 23                  | 39,97042(3)          | 1,35(2) perc      | 2‒          |                                       |                                 |
| 41Cl           | 17                  | 24                  | 40,97068(7)          | 38,4(8) s         | (1/2+,3/2+) |                                       |                                 |
| 42Cl           | 17                  | 25                  | 41,97325(15)         | 6,8(3) s          |             |                                       |                                 |
| 43Cl           | 17                  | 26                  | 42,97405(17)         | 3,07(7) s         | 3/2+#       |                                       |                                 |
| 44Cl           | 17                  | 27                  | 43,97828(12)         | 0,56(11) s        |             |                                       |                                 |
| 45Cl           | 17                  | 28                  | 44,98029(13)         | 400(40) ms        | 3/2+#       |                                       |                                 |
| 46Cl           | 17                  | 29                  | 45,98421(77)         | 232(2) ms         |             |                                       |                                 |
| 47Cl           | 17                  | 30                  | 46,98871(64)#        | 101(6) ms         | 3/2+#       |                                       |                                 |
| 48Cl           | 17                  | 31                  | 47,99495(75)#        | 100# ms [>200 ns] |             |                                       |                                 |
| 49Cl           | 17                  | 32                  | 49,00032(86)#        | 50# ms [>200 ns]  | 3/2+#       |                                       |                                 |
| 50Cl           | 17                  | 33                  | 50,00784(97)#        | 20# ms            |             |                                       |                                 |
| 51Cl           | 17                  | 34                  | 51,01449(107)#       | 2# ms [>200 ns]   | 3/2+#       |                                       |                                 |

## Fordítás
- Ez a szócikk részben vagy egészben  az   Isotopes of chlorine című angol Wikipédia-szócikk ezen változatának fordításán alapul.  Az eredeti cikk szerkesztőit annak laptörténete sorolja fel. Ez a jelzés csupán a megfogalmazás eredetét és a szerzői jogokat jelzi, nem szolgál a cikkben szereplő információk forrásmegjelöléseként.

## Külső hivatkozások
- Izotóptömegek: Ame2003 Atomic Mass Evaluation by G. Audi, A.H. Wapstra, C. Thibault, J. Blachot and O. Bersillon in Nuclear Physics A729 (2003).
- Izotópösszetétel és standard atomtömegek: Atomic weights of the elements. Review 2000 (IUPAC Technical Report). Pure Appl. Chem. Vol. 75, No. 6, pp. 683-800, (2003) and Atomic Weights Revised (2005) Archiválva 2008. március 5-i dátummal a Wayback Machine-ben.
- A felezési időkre, a spinekre és az izomer adatokra vonatkozó információk az alábbi forrásokból származnak:
  - Audi, Bersillon, Blachot, Wapstra. The Nubase2003 evaluation of nuclear and decay properties Archiválva 2011. július 16-i dátummal a Wayback Machine-ben, Nuc. Phys. A 729, pp. 3-128 (2003).
  - National Nuclear Data Center, Brookhaven National Laboratory. Information extracted from the NuDat 2.1 database (Hozzáférés ideje: Sept. 2005).
  - David R. Lide (ed.), Norman E. Holden in CRC Handbook of Chemistry and Physics, 85th Edition, online version. CRC Press. Boca Raton, Florida (2005). Section 11, Table of the Isotopes.
- A The Berkeley Laboratory Isotopes Project's klór izotóp adatai

| A kén izotópjai  | A klór izotópjai | Az argon izotópjai |
| Izotópok listája |                  |                    |